# Samtgemeinde Hemmoor
De Samtgemeinde Hemmoor is een samtgemeinde in de Duitse deelstaat Nedersaksen. De gemeente ligt in het Landkreis Cuxhaven en telt 13.969 inwoners.
De gemeente bestaat grotendeels van het toerisme en de landbouw. De aanwezige bedrijventerreinen zijn in gebruik bij kleine, alleen van lokaal belang zijnde ondernemingen.

## Samenstelling en ligging
De Samtgemeinde ligt in het oosten van de Landkreis Cuxhaven, en grenst aan de Landkreis Stade. Te Hemmoor kruisen de Bundesstraßen B73 en B495 elkaar. Hemmoor en Hechthausen hebben beide een station aan de spoorlijn Cuxhaven- Hamburg-Harburg of Niederelbebahn.
De gemeente is samengesteld uit de gemeenten Hechthausen en Osten (inclusief Altendorf en Isensee), alsmede de stad Hemmoor. Deze laatste bestaat weer uit de plaatsen of buurten Basbeck (incl. Sethlerhemm), Warstade, Hemm, Westersode, Hemmoor-stad en Heeßel.
De gemeente wordt doorsneden door het riviertje de Oste.
In het verleden (winning van 1866 tot 1983) werden Hemmoor en omgeving gedomineerd door cementindustrie; de benodigde grondstoffen (krijt) werden ter plaatse gedolven. Een lichter, een schuit voor het transport van het cement, in de voormalige haven van Hemmoor, doet dienst als cementmuseum. Tijdens het delven van dit materiaal werden bij Hemmoor, voor het eerst in 1892, archeologische vondsten gedaan uit de eerste eeuwen van de jaartelling, waaronder dunwandige, bronzen emmers, die als urn werden gebruikt. Deze worden sindsdien Hemmoor-emmers genoemd.
Het bekende adellijke geslacht Von der Schulenburg bezit een landgoed te Osten-Altendorf en liet daar in 1840 een landhuis bouwen.
De bekende schrijver Peter Rühmkorf (1929-2008) en de succesvolle zwemster Dorothea Brandt (1984) groeiden op te Hemmoor-Warstade.

## Afbeeldingen

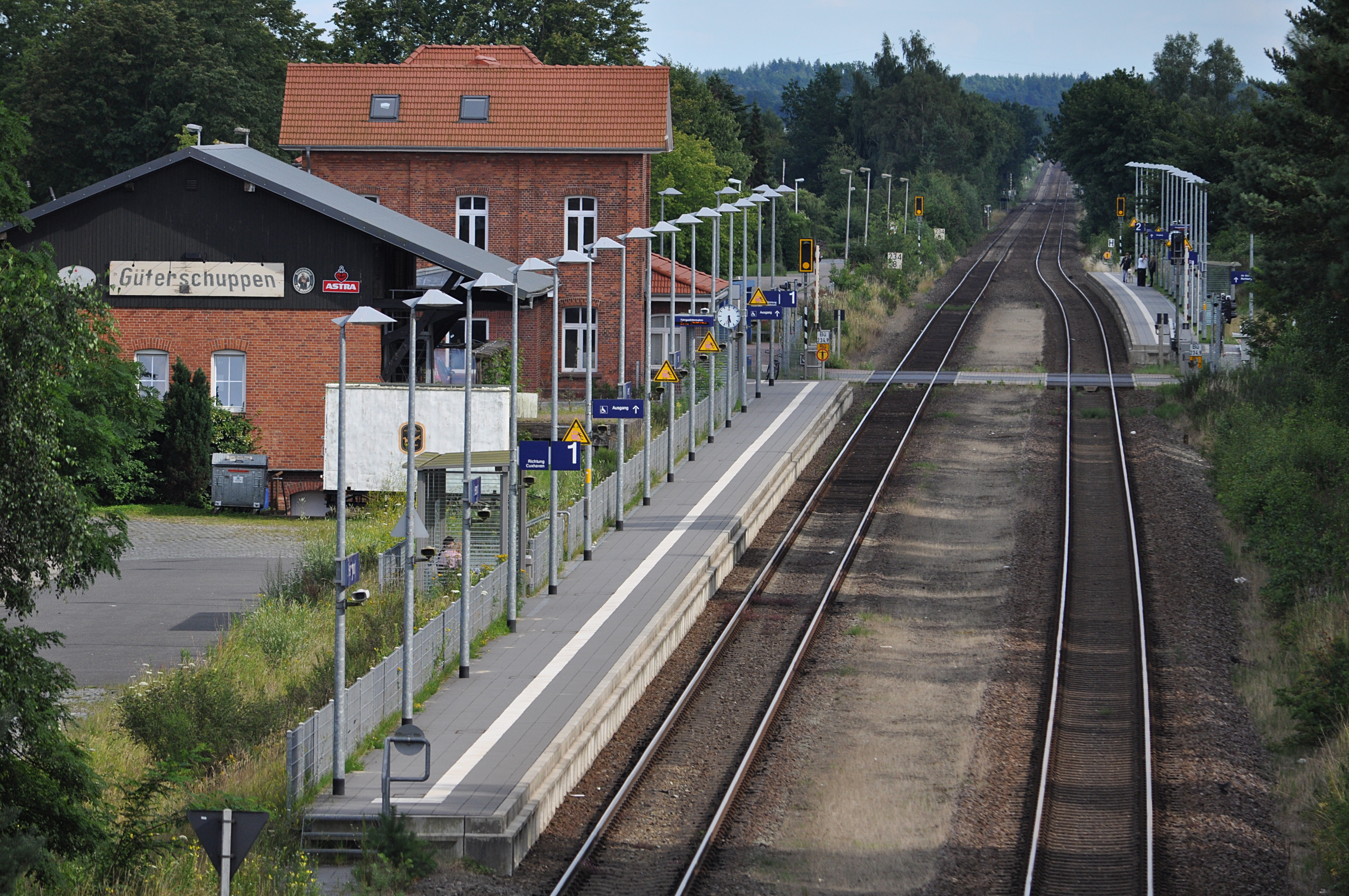
Station Hemmoor
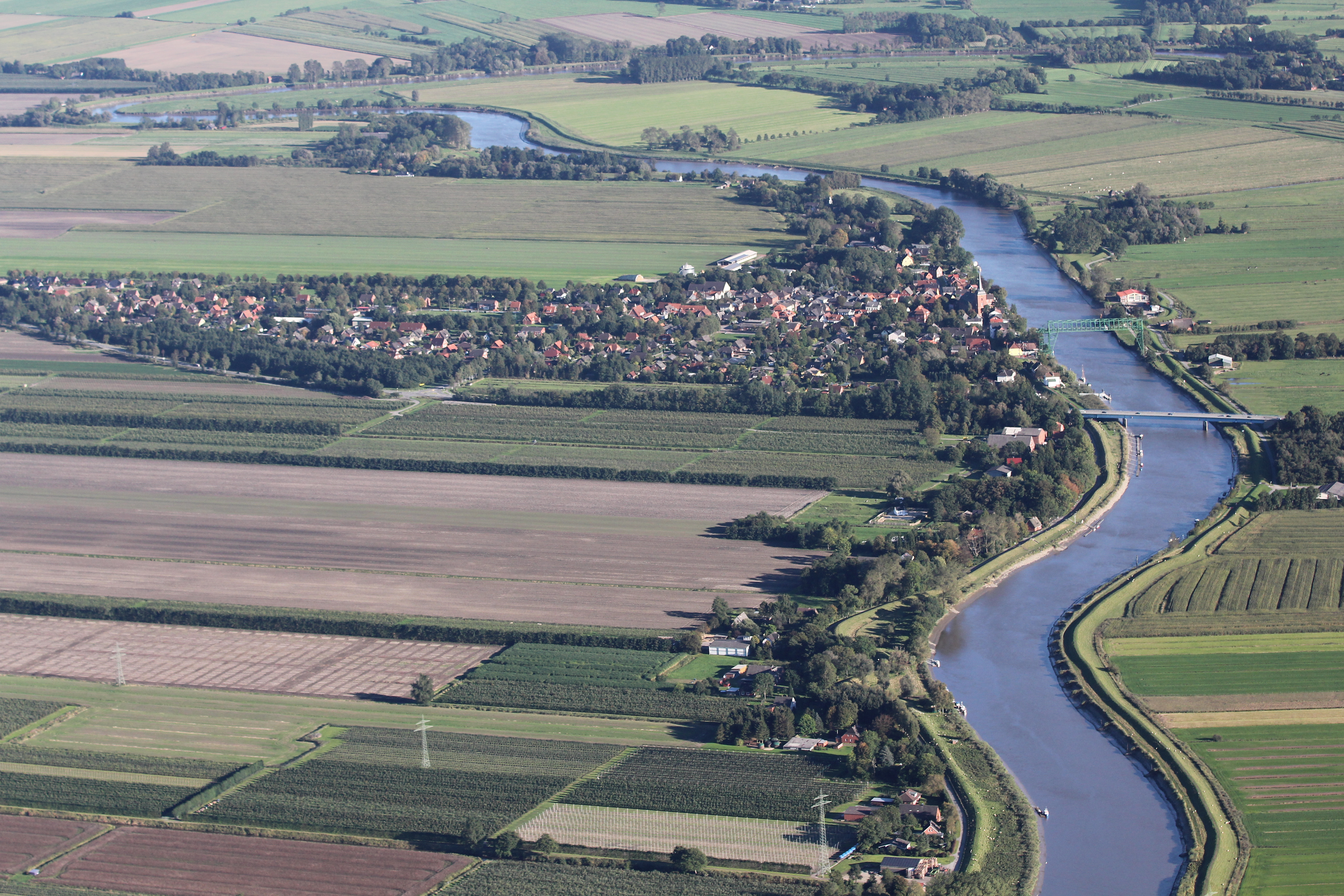
De plaats Osten in 2013; rechts de rivier de Oste
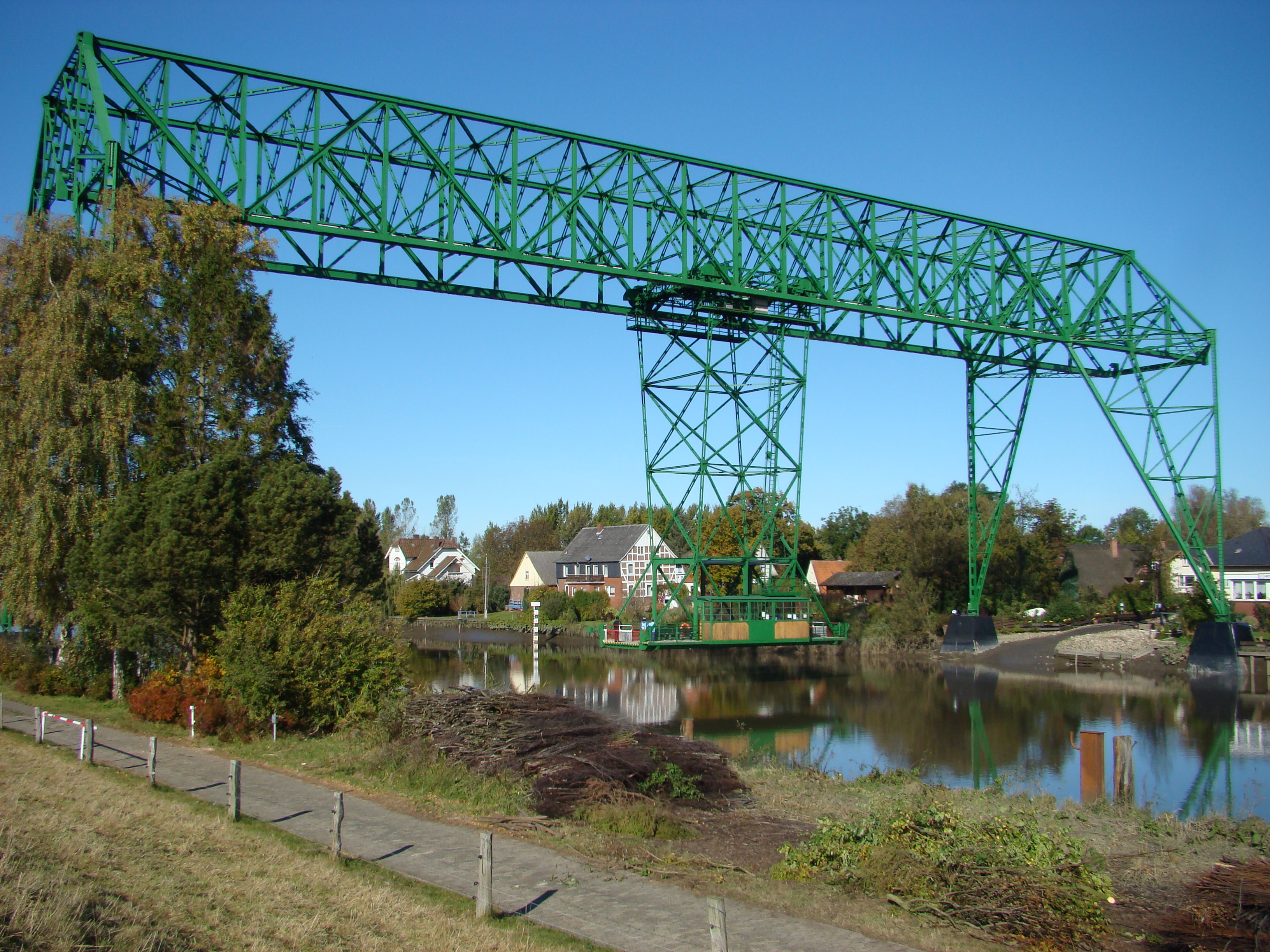
De zweefbrug over de Oste bij Osten
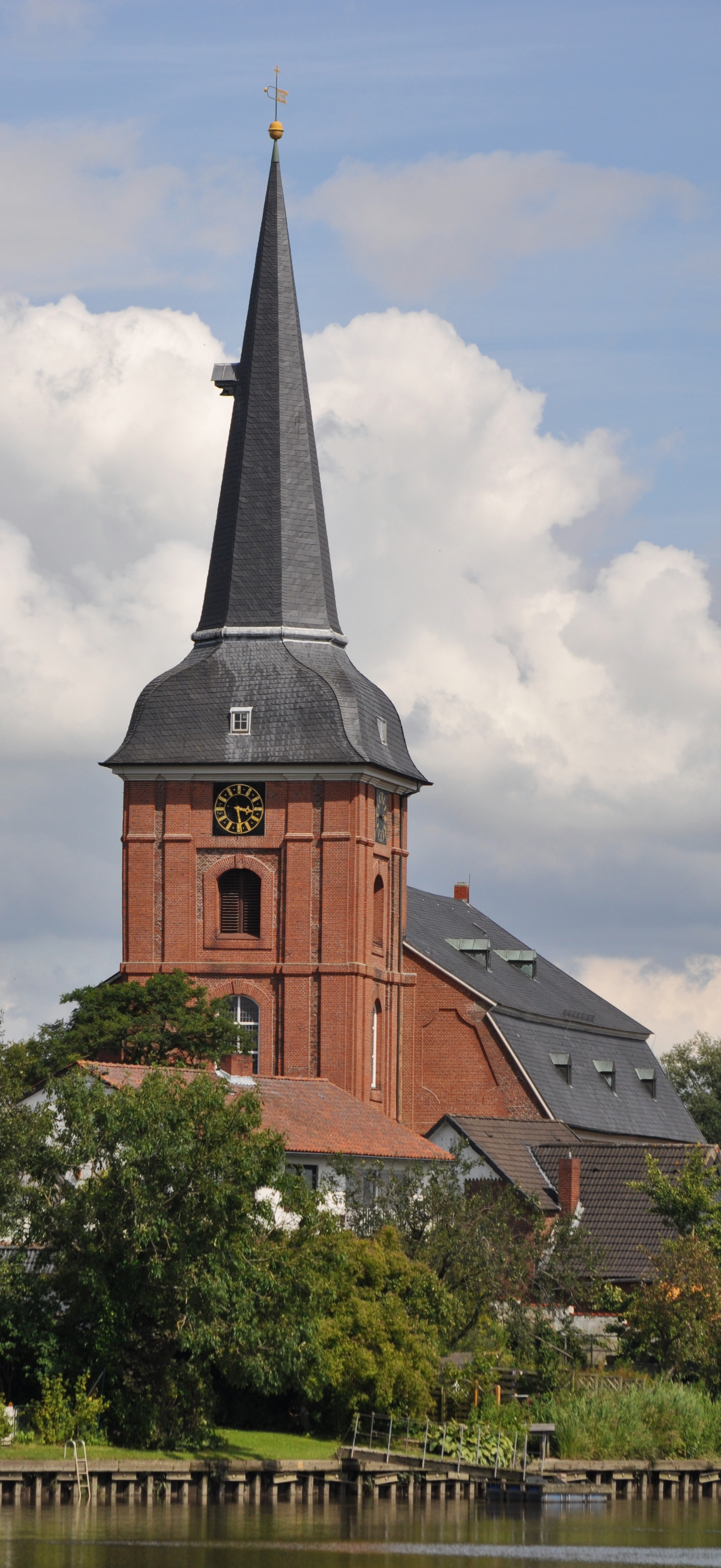
Evang.-lutherse Sint-Pieterskerk, Osten (1747)
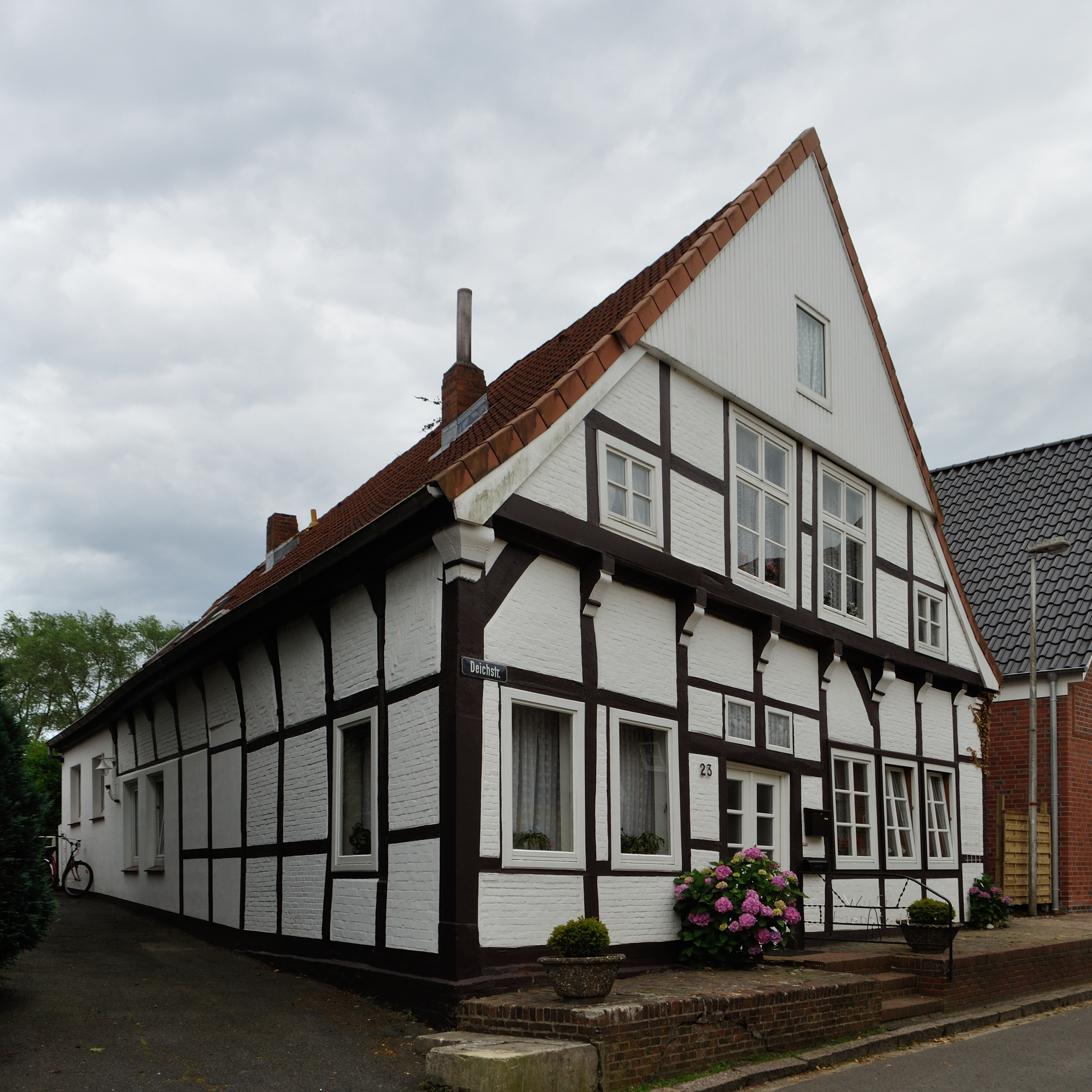
Oud huis (17e eeuw) aan de Deichstraße te Osten
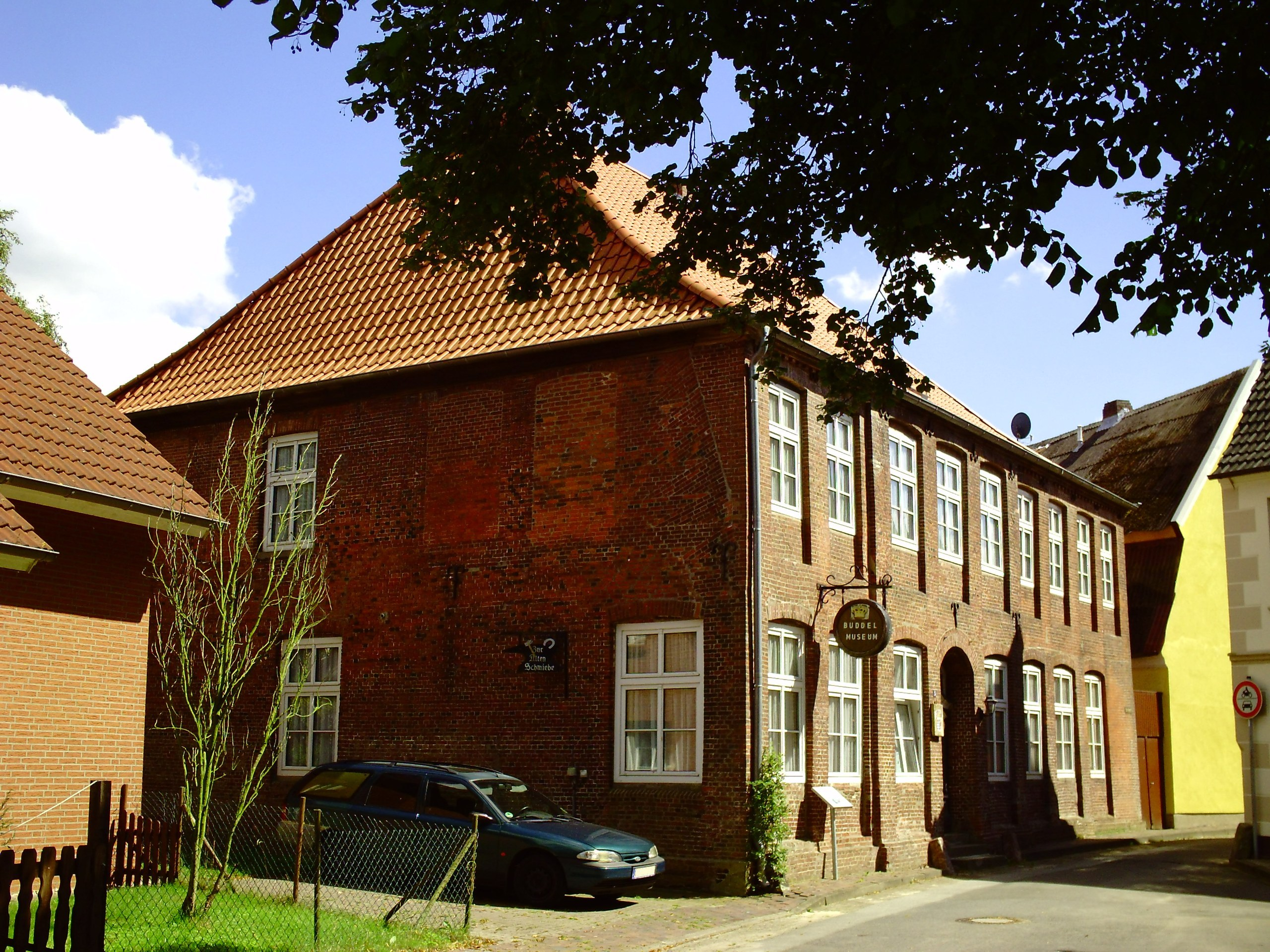
Voormalige school (plm. 1750) te Osten, in gebruik als streekmuseum Buddelmuseum
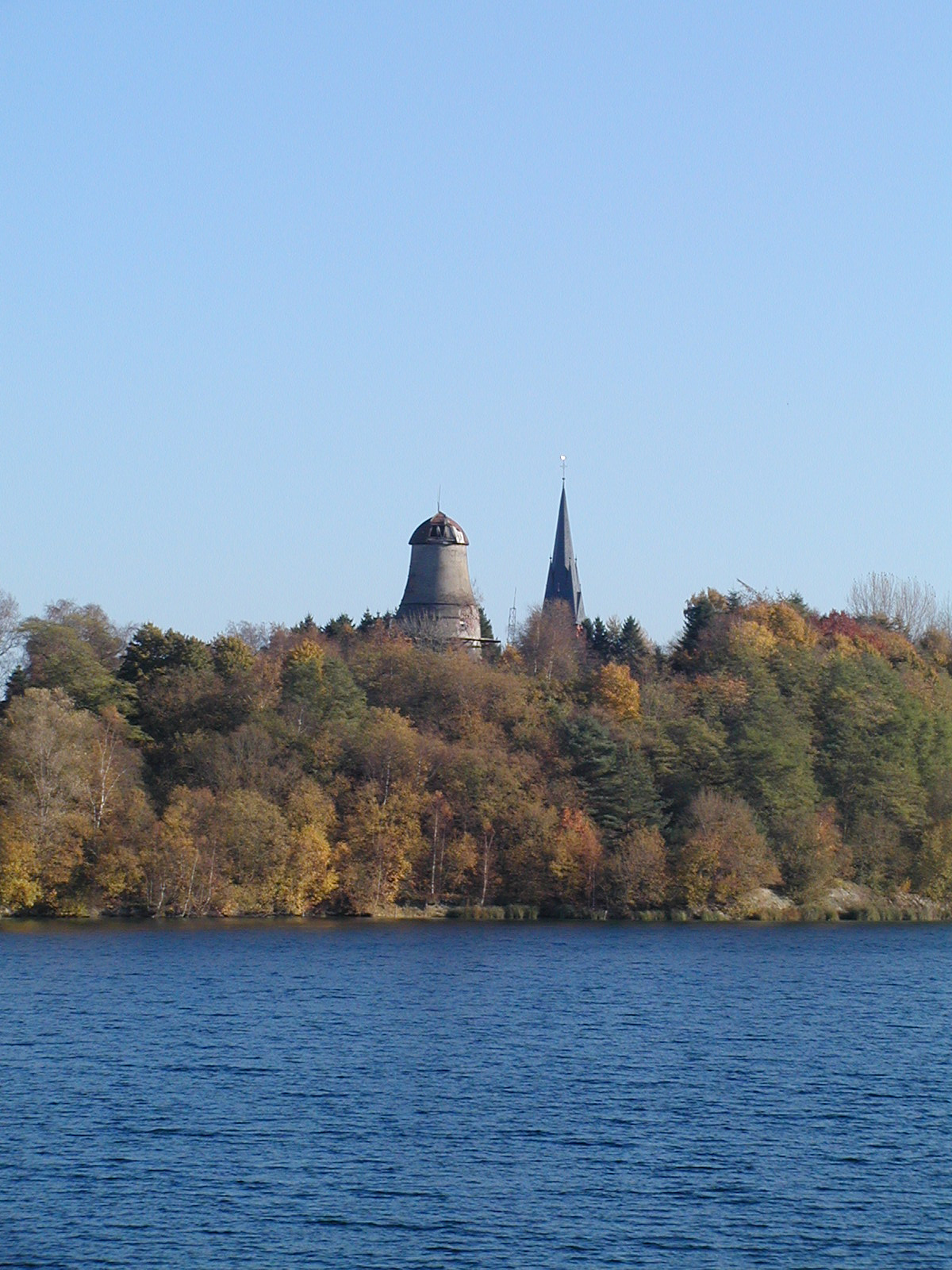
De duikerslocatie Kreidesee
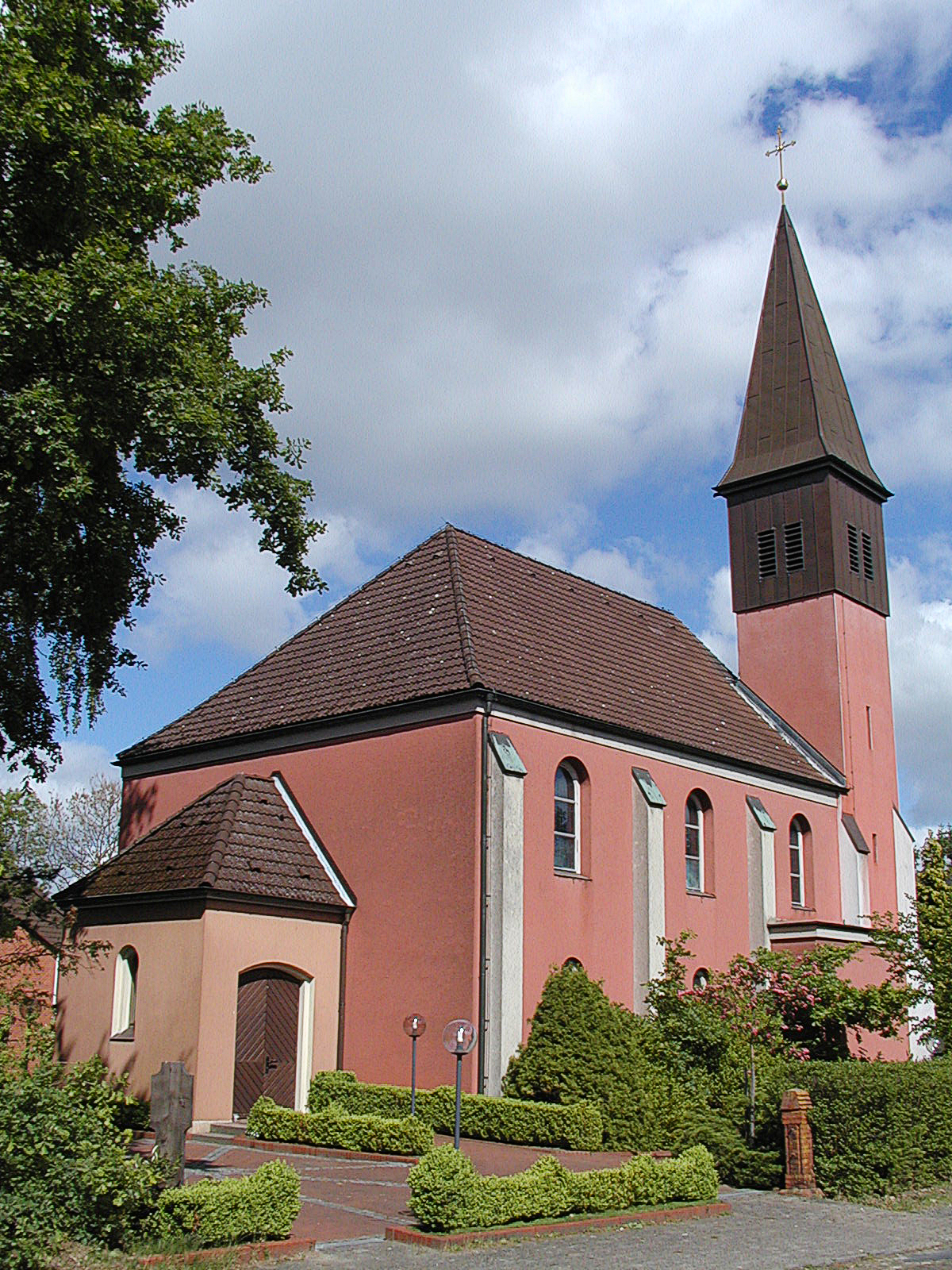
R.K. Sint-Ansgarkerk, Hemmoor-Warstade
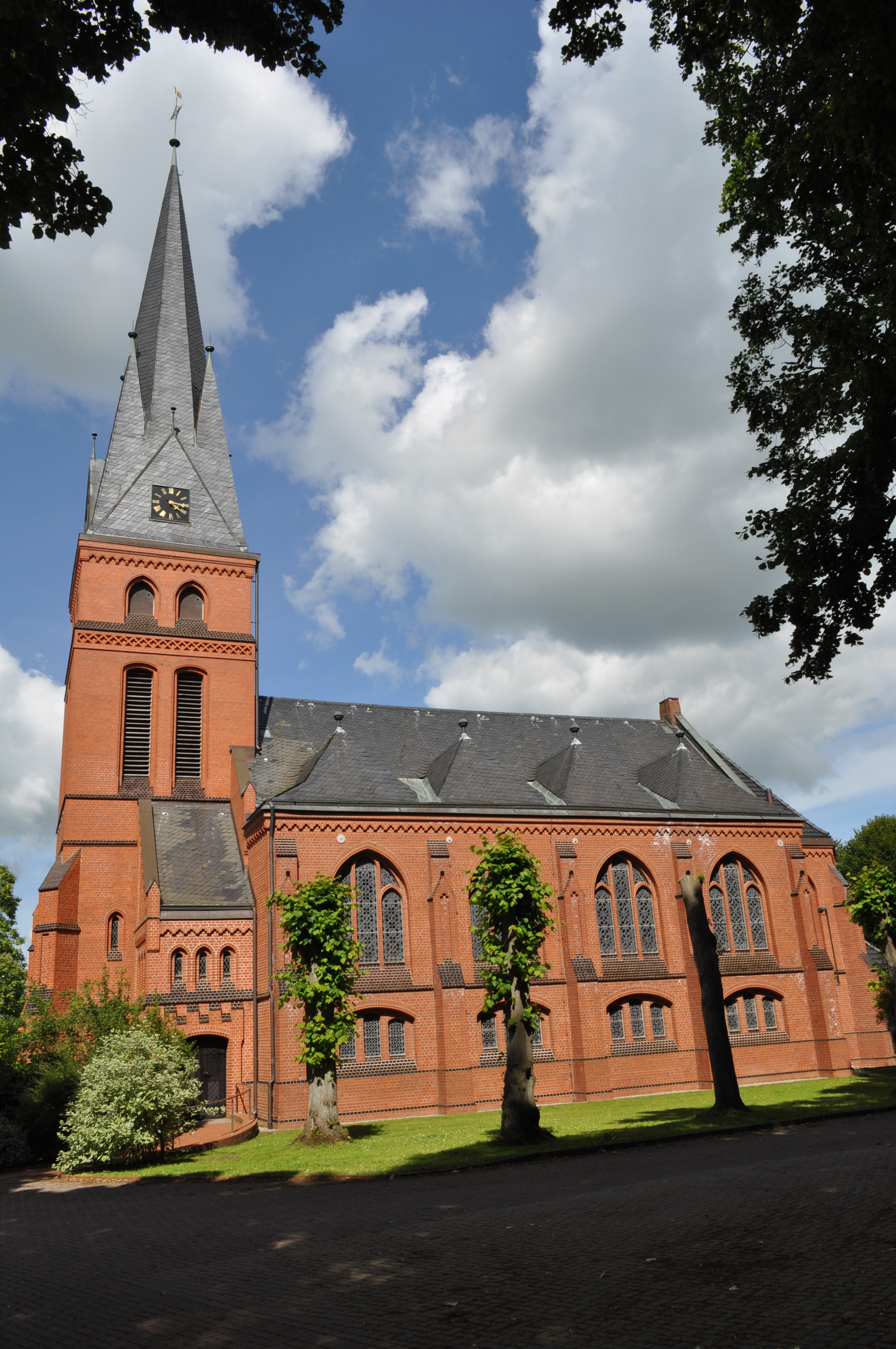
Evang.-lutherse Christuskerk, Hemmoor-Warstade
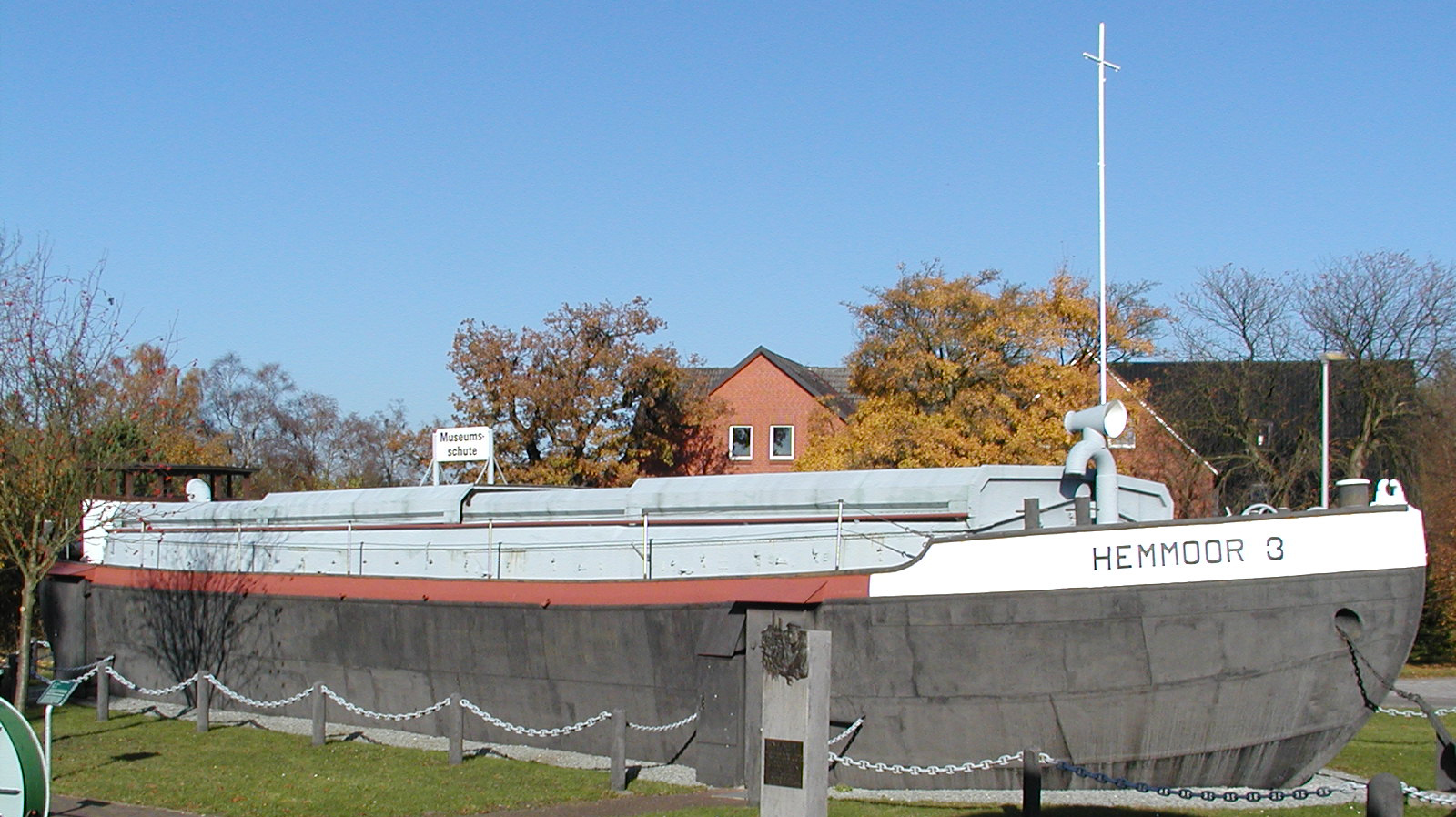
Museumsschuit, in gebruik als cementmuseum, Hemmoor
Sculptuur Cementarbeider, Hemmoor
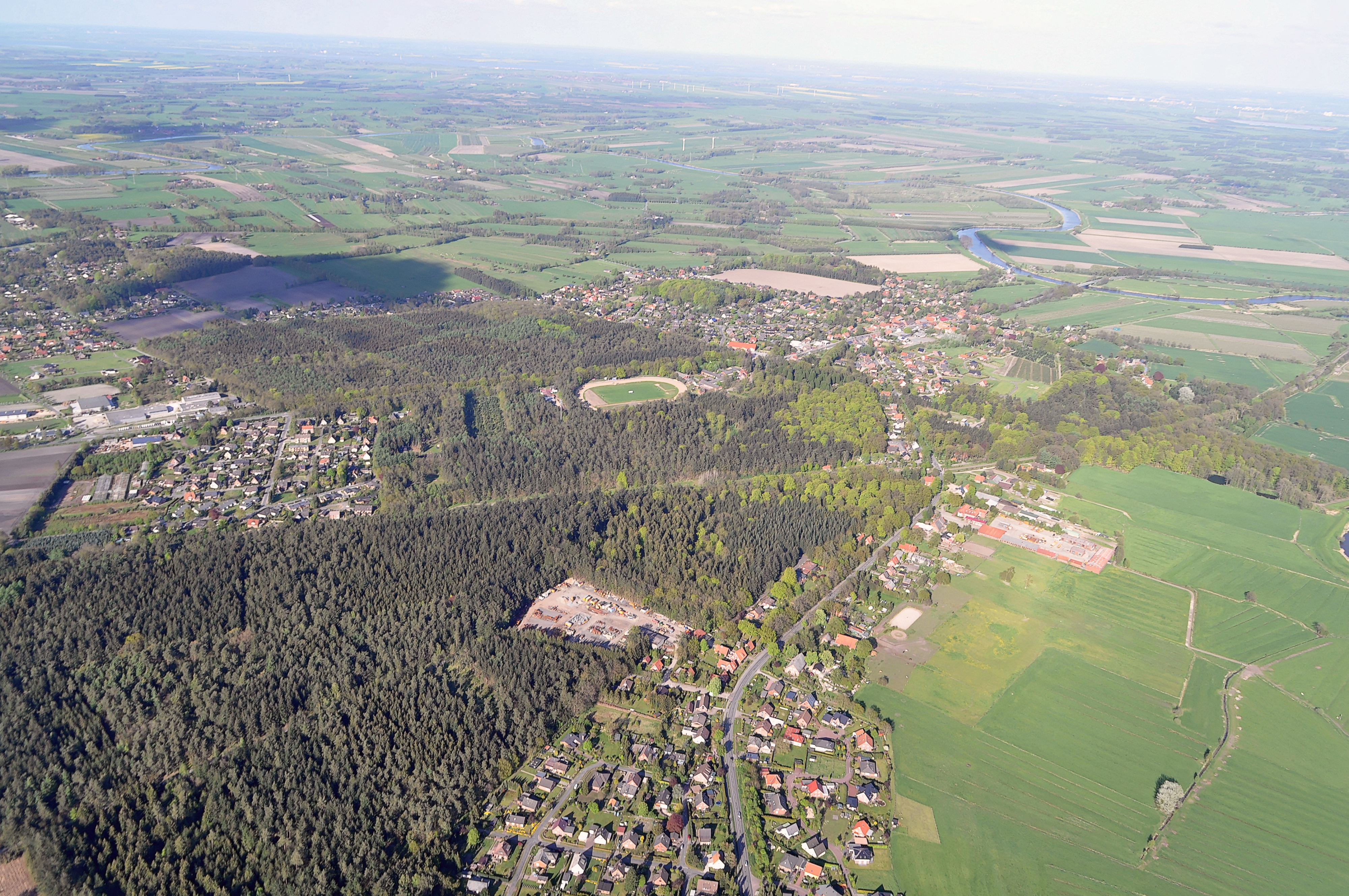
Luchtfoto van Hechthausen uit 2012
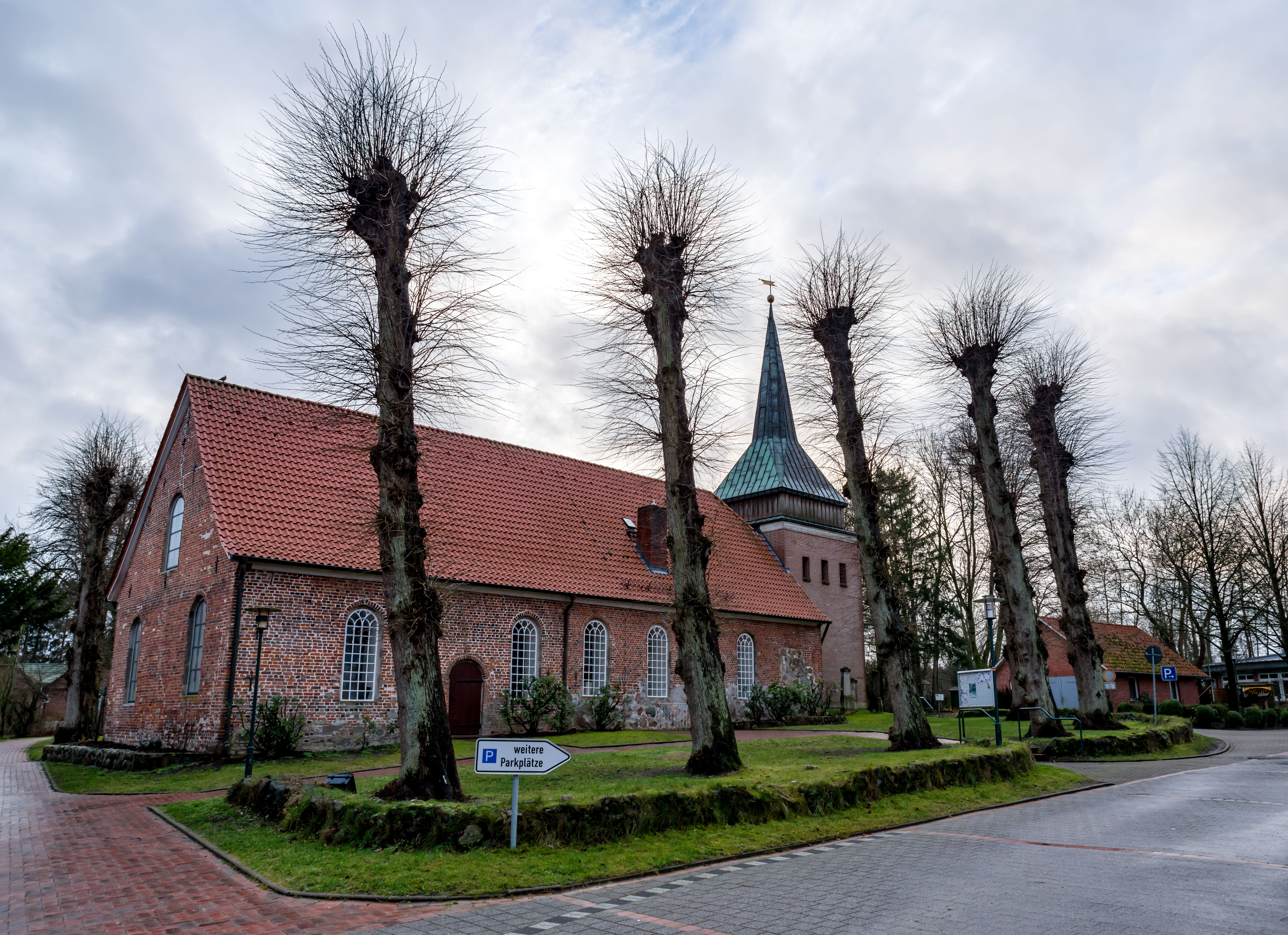
Mariakerk (1633) te Hechthausen
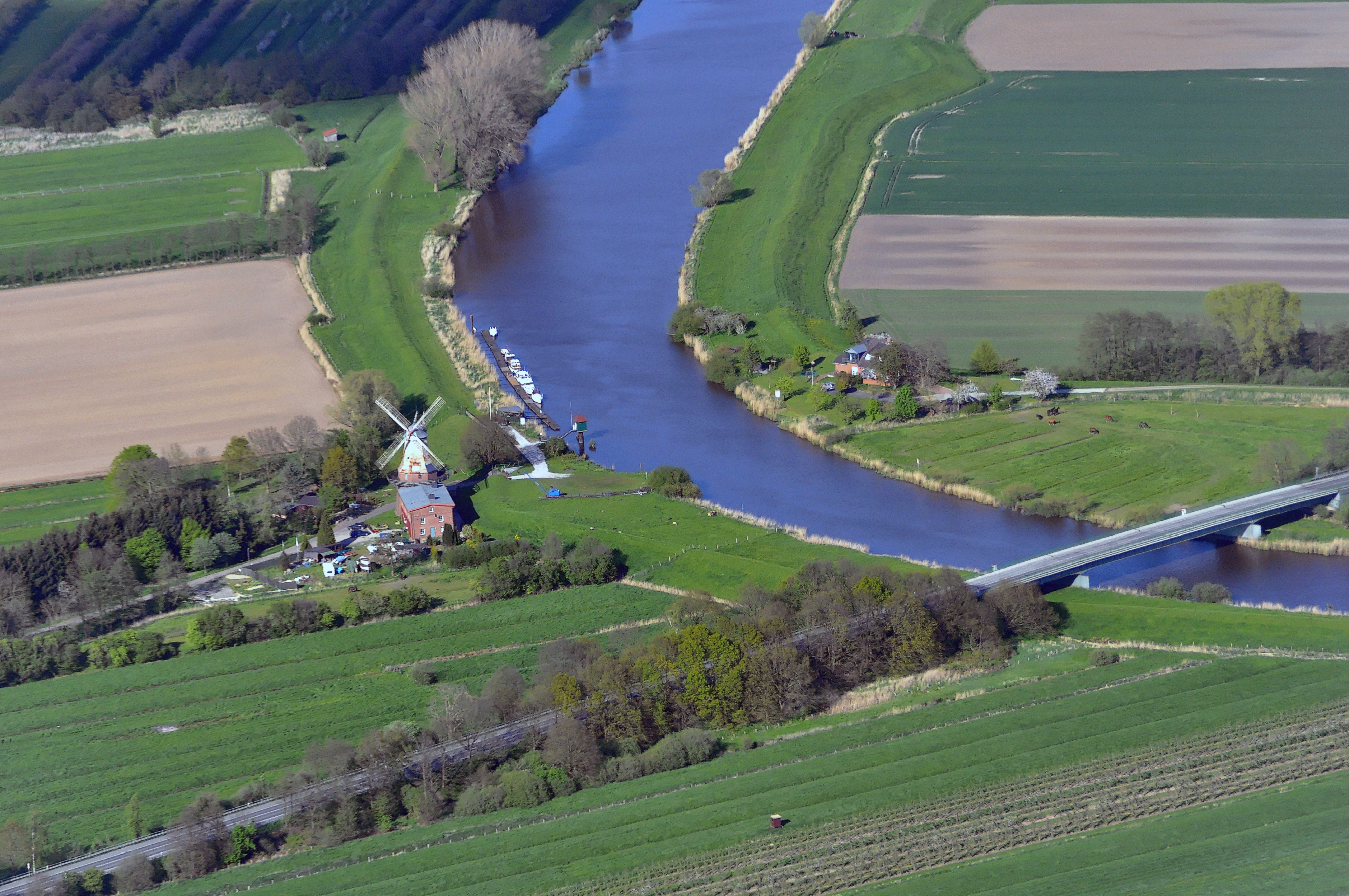
Luchtfoto van de omgeving van molen Catharine aan de Oste bij Hechthausen